# شهرستان میلواکی (ویسکانسین)
شهرستان میلواکی، ویسکانسین (به انگلیسی: Milwaukee County, Wisconsin) یک سکونتگاه مسکونی در ایالات متحده آمریکا است که در ویسکانسین واقع شده‌است.

## خصوصیات
شهرستان میلواکی ۳٬۰۸۲٫۱ کیلومترمربع مساحت دارد.